# 第二民兵
第二民兵（俄语：Второе народное ополчение），是俄罗斯混乱时期的一支军队。第二民兵是1611年9月在下諾夫哥羅德興起的一個民兵，目的是對抗波蘭侵略者。活躍於從下諾夫哥羅德到莫斯科之間，主要是在1612年4月至7月在雅羅斯拉夫爾。它由俄羅斯王國中部和北部地區的市民、農民組成。領導人是下諾夫哥羅德商人和市長庫茲馬·米寧和德米特里·波扎爾斯基王子。1612年8月，在第一民兵的部分部隊留在莫斯科附近的情況下，他們在莫斯科附近擊敗了波蘭軍隊，並於1612年10月將首都完全從波蘭的佔領下解放出來。